# Hypocrita dejanira
Hypocrita dejanira är en fjärilsart som beskrevs av Druce 1895. Hypocrita dejanira ingår i släktet Hypocrita och familjen björnspinnare. Inga underarter finns listade i Catalogue of Life.